# Ernest Casajuana Escofet
Ernest Casajuana Escofet (Vilanova i la Geltrú, 8 d'octubre de 1890 - Reus 1 de desembre de 1961) va ser un poeta i comerciant català, germà del dibuixant Ferran Casajuana.
Fill de Ramon Casajuana i Valls (c. 1860?–1925) i de Magdalena Escofet i Rosies (1863-1927), es traslladà molt jove a Reus amb la seva família, va viatjar per Europa a partir de 1912 i tornà a residir a la seva ciutat d'acollida cap al 1919, on els seus pares havien obert una botiga de camiseria de confecció al carrer de Llovera i on va seguir treballant amb els seus germans fins a la seva mort. A Marsella va publicar poemes a la revista Le pays latin, i retornat a Catalunya, participà en diversos jocs florals on va guanyar premis ordinaris i extraordinaris, però mai signava els poemes amb el seu nom veritable i tampoc es presentava a recollir els guardons. La seva poesia, sempre en català, era elegant i sentimental. Publicà a Reus, a la Revista del Centre de Lectura, Hores d'amor i de color el 1925. El 1935 va publicar, en tiratge reduït, el llibre de versos Elegies. En la postguerra, amb el seu germà Joan, van organitzar una tertúlia a la seva botiga, on hi anaven alguns intel·lectuals reusencs, com ara el doctor Vilaseca, Pere Barrufet, Lluís Grau Barberà, i altres. També formà part del grup capitanejat per Joaquim Santasusagna anomenat el "Maquis de la poesia", que realitzaven trobades d'escriptors i poetes a l'aire lliure o en masos dels afores de Reus. El 1949, uns amics de la seva ciutat natal, li van publicar un volum de poemes que duia per nom Evocacions. A partir de 1952 col·laborà amb poemes al Setmanari Reus, on destaca "Sant Bernat de Menthon, patró dels excursionistes", títol d'un altre llibre seu de poemes. A partir de 1956 va participar en l'Antologia de la poesia reusenca.
Pòstumament, Cossetània li va publicar la novel·la Nurineus: recitat del poble espanyol de Vilaclosa (ISBN 9788415456322), a cura d'Albert Ventura i Mariona Bertomeu; i el Centre de Lectura de Reus, un estudi d'Albert Ventura amb el títol Ernest Casajuana: poesia i teatre (ISBN 9788487873942)